# Hymn Nepalu
Sayaun Thunga Phool Ka (nep. सयौं थुँगा फूलका, tłum. Jesteśmy setkami kwiatów) – hymn narodowy Nepalu przyjęty w 2007 roku. Słowa napisał Pradeep Kumar Rai, a muzykę skomponował Amber Gurung.

## Oficjalny tekst w języku nepalskim
सयौं थूंगा फूलका हामी, एउटै माला नेपाली

सार्वभौम भइ फैलिएका, मेची-महाकाली।

प्रकृतिका कोटी-कोटी सम्पदाको आंचल

वीरहरुका रगतले, स्वतन्त्र र अटल।

ज्ञानभूमि, शान्तिभूमि तराई, पहाड, हिमाल

अखण्ड यो प्यारो हाम्रो मातृभूमि नेपाल।

बहुल जाति, भाषा, धर्म, संस्कृति छन् विशाल

अग्रगामी राष्ट्र हाम्रो, जय जय नेपाल।

## Transliteracja tekstu w języku nepali
Sayaũ thū̃ga phūlkā hāmī, euṭai mālā Nepālī

Sārvabhaum bhai phailiekā, Meci-Mahākālī

Prakṛtikā kotī-kotī sampadāko ā̃cal,

Vīrharūkā ragatle, svatantra ra aṭal

Jñānabhūmi, śāntibhūmi Tarāī, pahād, himāl

Akhaṇḍa yo pyāro hāmro mātṛbhūmi Nepāl

Bahul jāti, bhāṣā, dharma, sãskṛti chan biśāl

Agragāmī rāṣṭra hāmro, jaya jaya Nepāl

## Tłumaczenie
Z setek kwiatów uplecioną, jedną jesteśmy girlandą Nepalu,

Swobodnie rozciągniętą między Meći a Mahakali.

Krainą obfitującą w skarby natury,

Dzięki krwi bohaterów wolną i niewzruszoną.

Ziemią wiedzy, ziemią pokoju, równin, wzgórz, gór,

Niepodzielną, ukochaną naszą Ojczyzną - Nepalem.

Zróżnicowany etnicznie, językowo, religijnie, o przebogatej kulturze,

Nasz postępowy Narodzie, żyj nam, żyj nam, Nepalu!